# Рамона Бальтазар
Рамона Бальтазар (нім. Ramona Balthasar, 9 січня 1964) — німецька академічна веслувальниця.
Олімпійська чемпіонка 1988 року в складі вісімки.
Чемпіонка світу 1985 року в складі парної четвірки, срібна призерка 1989, 1990 років у складі вісімки.